# Die Leiden des jungen Werthers

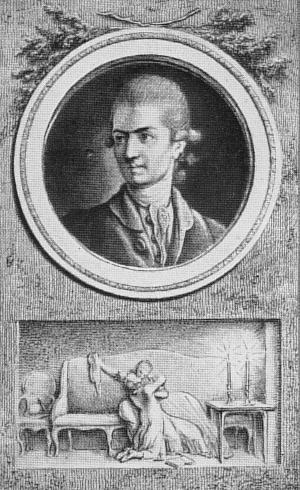
Werther (Zeichnung von Chodowiecki)

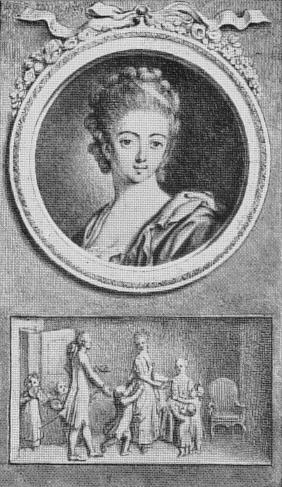
Lotte (Zeichnung von Chodowiecki)

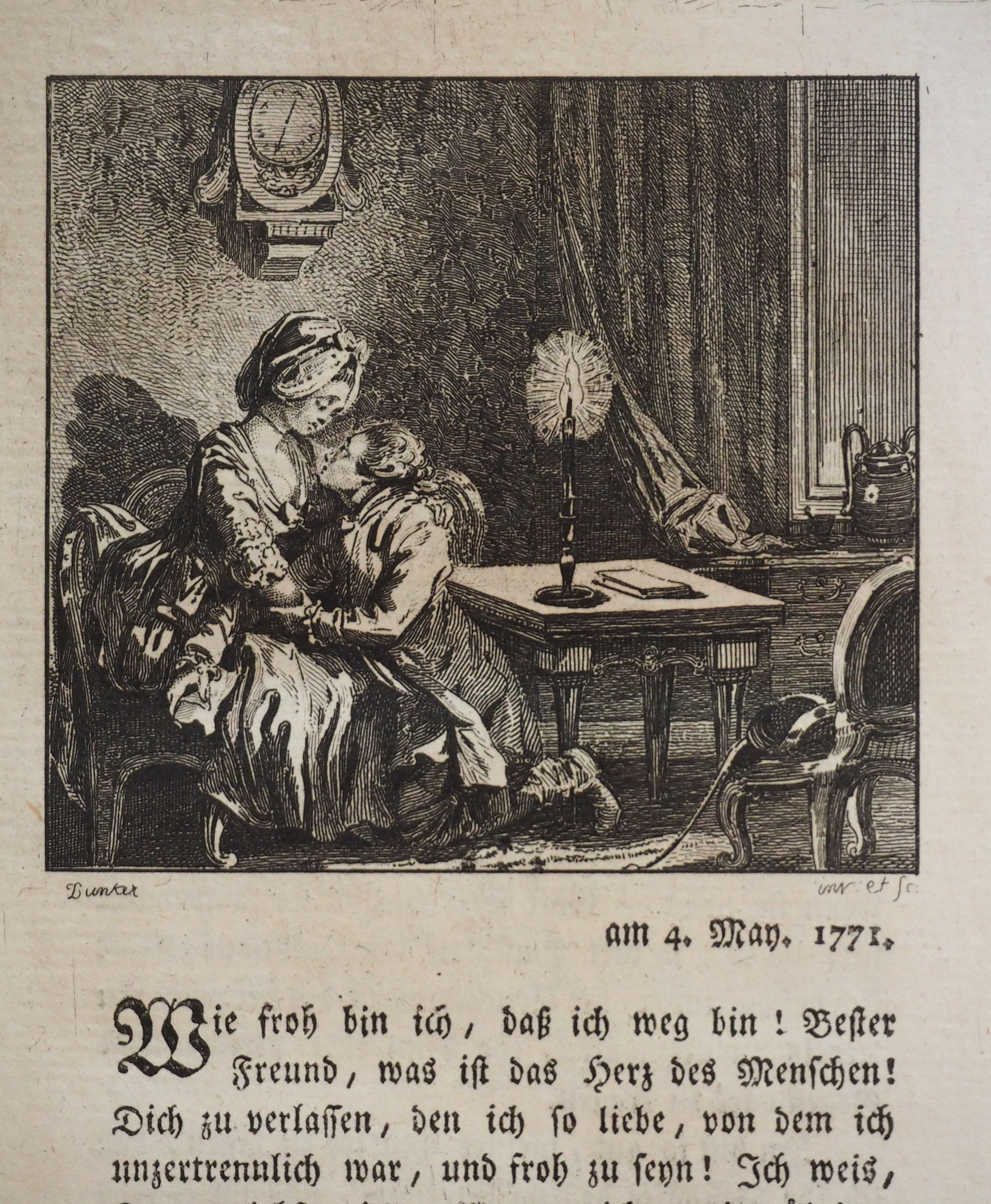
Illustration von Balthasar Anton Dunker für die Berner Ausgabe (1775)

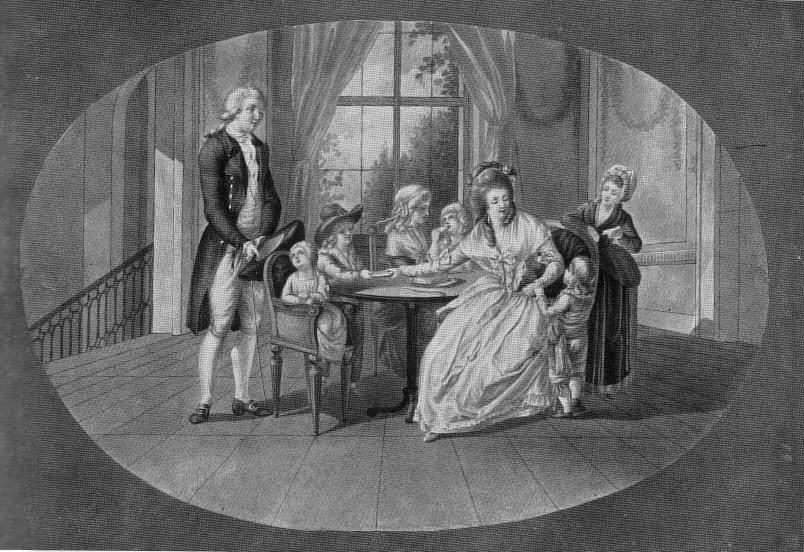
Werther und Lotte mit ihren Geschwistern (Bleistift- und Sepiazeichnung von Johann Daniel Donat)

Die Leiden des jungen Werthers (später auch Die Leiden des jungen Werther) lautet der ursprüngliche Titel des von Johann Wolfgang Goethe verfassten Briefromans, in dem der junge Rechtspraktikant Werther bis zu seinem Suizid über seine unglückliche Liebesbeziehung zu der mit einem anderen Mann verlobten Lotte berichtet. Er wurde 1774 veröffentlicht und war nach dem nationalen Erfolg des Dramas Götz von Berlichingen (1773) Goethes zweiter großer, jetzt sogar europäischer Erfolg. Beide Werke sind der literarischen Strömung des Sturm und Drang zuzuordnen.
Er schrieb den Briefroman innerhalb von vier Wochen. Die Erstausgabe erschien im September 1774 zur Leipziger Buchmesse und wurde gleich zum Bestseller. 1787 überarbeitete Goethe den Roman, wobei unter anderem das Genitiv-s im Titel entfiel. Der Roman ließ Goethe gleichsam über Nacht in Deutschland berühmt werden und gehört zu den erfolgreichsten Romanen der Literaturgeschichte.
Die Handlung des Romans ist insofern autobiografisch, als Goethe hier seine platonische Beziehung zu der bereits inoffiziell verlobten Charlotte Buff literarisch verarbeitete. Das Motiv für den tragischen Ausgang dieser Liebe, die Selbsttötung Werthers, lieferte Goethe der Suizid seines Bekannten Karl Wilhelm Jerusalem, Gesandtschaftssekretär in Wetzlar. Dieser hatte sich in eine verheiratete Frau verliebt, Elisabeth Herdt, geborene Egell (1741–1813), die für ihn unerreichbar blieb. Sie war seit 1768 die Ehefrau von Philipp Jakob Herdt (1735–1809), dem Geheimen Sekretär bei der Gesandtschaft des kurpfälzischen Fürstentums Pfalz-Lautern in Wetzlar. Die literarische Figur der Lotte im Roman trägt auch Züge der schwarzäugigen Maximiliane von La Roche, einer weiteren Bekanntschaft des jungen Goethe aus der Entstehungszeit des Romans. Trotz solcher Nähe des Romans zur Realität bleibt Goethes Werther ein fiktionaler, literarisch komponierter Text – weder bloße Selbstaussprache noch Schlüsselroman.

## Inhalt
Die Handlung erstreckt sich über den Zeitraum vom 4. Mai 1771 bis 24. Dezember 1772.
Der junge Werther hat seinen Heimatort verlassen, um für seine Mutter eine Erbschaftsangelegenheit zu regeln und so zugleich eine unglückliche Liebesgeschichte hinter sich zu lassen. Er bezieht zunächst Quartier in einer Stadt, danach im benachbarten idyllischen Dorf „Wahlheim“ (Garbenheim) und genießt es, in der freien Natur umherzustreifen und seine Eindrücke immer wieder in kleinen Zeichnungen zu verarbeiten.
Eines Tages lernt er den sympathischen Amtmann S. kennen, einen Witwer und Vater von neun Kindern, der ihn zu sich nach Hause einladen möchte. Werther schiebt den Besuch jedoch auf und hat ihn bald vergessen. Auf der Fahrt zu einem Tanzvergnügen mit anderen jungen Leuten macht die Kutschgesellschaft beim Haus des Amtmanns Halt, um dessen Tochter Lotte abzuholen. Werther sieht sie, umringt von ihren acht jüngeren Geschwistern, denen sie ihr Abendbrot von einem Brotlaib abschneidet, und ist tief beeindruckt von dieser Szene, vor allem aber von dem schönen Mädchen, das hier ganz die Mutterrolle übernommen hat. Während des Balls, des Ziels des gemeinschaftlichen Ausflugs, fordert Werther Lotte auf, mit ihm den zweiten Kontertanz zu tanzen – sie sagt ihm den dritten zu. Als Lottes Freundinnen das glückliche Einverständnis bemerken, das Lotte und Werther beim Tanzen zeigen, erinnern sie Lotte an einen gewissen Albert. Auf Werthers Nachfrage erklärt ihm Lotte, Albert sei „ein braver Mensch, mit dem sie so gut als verlobt“ sei. Im Verlauf des Abends zieht ein Gewitter auf. Werther und Lotte betrachten anschließend vom Fenster aus die noch regenfeuchte, erfrischte Natur. Beiden kommt das gleiche Gedicht in den Sinn, die empfindsame Ode Frühlingsfeier von Klopstock. Werther interpretiert dies als Ausdruck ihrer Seelenverwandtschaft und sucht von nun an immer öfter die Nähe Lottes.
Als Lottes Verlobter, Albert, von einer Geschäftsreise zurückkehrt, ändert sich Werthers Stimmung allmählich. Es entsteht ein Dreiecksverhältnis, in dem Lotte Werther zunächst als eine „Heilige“ erscheint, in deren Nähe Werther keine Begierde empfindet. Anfangs ist Werthers Beziehung zu Lotte also ohne Zwang von außen rein platonischer Natur. Albert und Werther freunden sich zunächst an und führen mehrere Gespräche miteinander, z. B. auch über den Selbstmord oder die „Krankheit zum Tode“, die Schwermut. Dabei wird der Unterschied zwischen beiden Charakteren – Werther voll stürmischer Gefühle, Albert der besonnene Traditionalist – sehr deutlich. Als Werther aber bemerkt, dass er seinen starken Gefühlen für Lotte aus Rücksicht auf Albert nicht nachgeben darf, verlässt er den Ort fluchtartig, ohne sich zu verabschieden. Auslöser dafür ist ein sehr emotionales Gespräch, in dem deutlich wird, dass Lotte ihrer verstorbenen Mutter am Sterbebett zugesagt hat, Albert zu ehelichen (Ende des I. Buches).
Werther arbeitet eine Zeit lang bei einem Gesandten am Hofe. Die Pedanterie seines Vorgesetzten und die bornierte Enge der höfischen Etikette lassen ihn jedoch erkennen, dass er in dieser Gesellschaft nur eine Außenseiterrolle spielen und sich nicht mit ihr identifizieren kann. Als er eines Tages vom Grafen C. aus einer adeligen Runde vorsichtig hinauskomplimentiert wird, da sich viele Gäste von der Anwesenheit Werthers, eines Bürgerlichen, gestört fühlen, und als daraufhin über Werthers Fauxpas in aller Öffentlichkeit getratscht wird und auch seine neue, Lotte etwas ähnelnde Bekannte, das „Fräulein von B.“, ihm schonend beizubringen versucht, dass er zu übermütig und sich seines bürgerlichen Standes nicht genügend bewusst sei, fühlt er sich wie „zerstört“. Nachdem er kurz zuvor auch noch hat erfahren müssen, dass Lotte und Albert inzwischen geheiratet haben, ohne ihn vorher informiert und zur Hochzeit eingeladen zu haben, bittet er schließlich um seine Entlassung vom Hofe, reist ab und hält sich zunächst bei einem ihm besonders gewogenen Fürsten auf. Dort bleibt er nur wenige Wochen, fährt dann in seinen Heimatort und kehrt schließlich nach Wahlheim zurück.
Werther beginnt bald erneut, Lotte regelmäßig zu besuchen. Unbewusst kokettiert Lotte immer wieder mit Werthers Gefühlen, z. B. indem sie ihren Kanarienvogel erst an ihren Lippen und anschließend an seinen picken lässt und so Werthers Leidenschaft zusätzlich entfacht. In ihm wachsen Verzweiflung, Hoffnungslosigkeit und der Entschluss, sich das Leben zu nehmen.
Weil Werther ihr Angebot ablehnt, „die Seligkeit einer wahren Freundschaft [zu] genießen“, und weil im Dorf bereits über die beiden geredet wird, fühlt sich Lotte bedrängt und bittet Werther, auch auf Alberts Wunsch hin, vier Tage zu warten und sie erst zu Weihnachten wieder zu treffen. Doch schon am nächsten Tag besucht er sie noch einmal. Als er ihr aus seiner Ossian-Übersetzung Gedichte (Die Gesänge von Selma) vorliest, werden die beiden, wie früher bei der Klopstock-Szene, von ihren Gefühlen überwältigt. Doch sobald Werther Lotte leidenschaftlich zu umarmen und küssen beginnt und damit den rein platonischen Charakter der Beziehung in Frage stellt, reißt diese sich verwirrt los, flüchtet und schließt sich im Nebenzimmer ein. Er verabschiedet sich von ihr, wandert einige Stunden lang ziellos umher und kehrt in seine Wohnung zurück. In einem letzten Brief an Lotte äußert Werther die Zuversicht, dass er Lotte in einem anderen Leben wiedersehen werde. Um Mitternacht vor Heiligabend schießt er sich an seinem Schreibtisch mit einer von Albert ausgeliehenen Pistole in den Kopf. Am nächsten Morgen wird er tödlich verwundet aufgefunden. Gotthold Ephraim Lessings Bürgerliches Trauerspiel Emilia Galotti liegt aufgeschlagen auf seinem Pult. Gegen zwölf Uhr mittags erliegt er seiner schweren Verletzung. Ein christliches Begräbnis bleibt dem Selbstmörder verwehrt (Ende des II. Buches).

## Form
Goethe wählte die Form des Briefromans, die erst gegen Ende des zweiten Teils durch Kommentare des fiktiven „Herausgebers“ abgelöst wird. Jean-Jacques Rousseaus Julie ou la Nouvelle Héloïse hatte dreizehn Jahre zuvor bewiesen, welch besonderer Effekt mit der Veröffentlichung eines scheinbar authentischen Liebesbriefwechsels erreicht werden konnte. Dass Goethe dieses Buch nicht nur kannte, sondern sich sogar mit seinem Helden Saint-Preux identifizierte, zeigt sich, wenn er im Rückblick auf die Wetzlarer Zeit schreibt: „Und so nahm ein gemeiner Tag den andern auf, und alle schienen Festtage zu sein; der ganze Kalender hätte müssen rot gedruckt werden. Verstehen wird mich, wer sich erinnert, was von dem glücklich-unglücklichen Freund der ‚Neuen Heloise‘ geweissagt worden: Und zu den Füßen seiner Geliebten sitzend, wird er Hanf brechen, und er wird wünschen Hanf zu brechen, heute, morgen und übermorgen, ja, sein ganzes Leben.“ Die Formel „heute, morgen und übermorgen, ja, ein ganzes Leben“ ist dem entscheidenden Brief in der Neuen Heloise entnommen, durch den der Protagonist von seinem Selbstmordplan abgebracht wird.
Die erste Auflage des Romans erschien anonym und begann mit der kurzen Einleitung eines „Herausgebers“. Dass dieser ebenso die Fiktion eines Autors war wie die folgenden Briefe selbst, konnten die Leser dieser Ausgabe folglich nicht erkennen. Ein solcher Kunstgriff suggerierte vielmehr, es handele sich bei den Briefen um echte Schriftstücke, die (mit drei Ausnahmen) an Werthers besten Freund Wilhelm gerichtet waren. Dessen Rolle nimmt nun zwangsläufig der Leser ein: Er wird zum Mitwisser von intimen Gefühlen, die ein scheinbar authentischer Briefschreiber dem ihm am nächsten stehenden Menschen offenbart.
Indem der fiktive Herausgeber sich wiederholt zu Wort meldet, wird die Vorstellung erhärtet, dass es sich tatsächlich um echte Briefe handelt. Im Gegensatz zu Werthers stets emotionaler Sprache ist der Ton des Herausgebers zwar teilnehmend, aber durchweg sachlich. Letzteres unterstreichen besonders die in einem Roman sonst unüblichen Fußnoten, in denen der Herausgeber Orts- und Personennamen chiffriert, angeblich um tatsächlich existierende Personen zu schützen.

### Wechsel der Erzählhaltungen
Ist der Roman selbst als Briefroman in der Ich-Erzählform geschrieben, so sind sowohl das Vorwort als auch der Abschnitt Der Herausgeber an den Leser von der auktorialen Erzählhaltung geprägt. Dieser Kunstgriff wird einerseits aus praktischen Erwägungen erforderlich – kann doch Werther beispielsweise nicht seinen eigenen Tod in einem Brief darstellen, andererseits jedoch auch, um zum Schluss den Spannungsaspekt nochmals zu verstärken. Indem zwischen eingestreuten und nach dem Tod angeblich gefundenen Dokumenten und der Kommentierung durch den allwissenden Erzähler ständig gewechselt wird, erhöht sich die Dramatik der Geschehnisse in diesem Schlussabschnitt merklich. Siehe auch: Typologisches Modell der Erzählsituationen.

## Rezeption
Die Leiden des jungen Werthers gilt als herausragender und exemplarischer Roman des Sturm und Drang. Er entwickelte sich „zum ersten Bestseller der deutschen Literatur“, wurde in zahlreiche Sprachen übersetzt und war Mitauslöser der sogenannten Lesesucht. Dass sein Buch ein Welterfolg werden würde, war auch für Goethe nicht vorhersehbar. Später schrieb er in seiner Autobiografie Dichtung und Wahrheit: „Die Wirkung dieses Büchleins war groß, ja ungeheuer, und vorzüglich deshalb, weil es genau in die rechte Zeit traf.“

### Kontroversen um Werther als Person, seine Weltanschauung und Goethes Wirkungsabsicht
Der Roman rief seit seinem Erscheinen bei Kritikern wie Befürwortern äußerst emotionale Reaktionen hervor.

#### 18. Jahrhundert
Viele zeitgenössische bürgerliche Leser empfanden Werther als Störer des Ehefriedens, als Rebellen und Freigeist, der ihren moralischen und religiösen Wertvorstellungen widersprach. Sie warfen dem Buch außerdem vor, die Jugend zum Selbstmord zu verführen, und glaubten sich durch die nach seinem Erscheinen einsetzende „Selbstmordwelle“ bestätigt. Neuere Studien bestätigen ein knappes Dutzend solcher Suizide. Rüdiger Safranski beschreibt die Suizide in seinem Buch Goethe – Kunstwerk des Lebens als Gerücht, welches sich seit Erscheinen des Werkes hält.
Dieselbe Kritik kam vor allem von kirchlicher Seite und von einigen zeitgenössischen Dichtern. Der Theologe Johann Caspar Lavater beispielsweise, ein Vertreter der Aufklärung (der in dem Roman selbst zweimal erwähnt wird) bezeichnete den Werther als „unchristlich“ und „jeglichem Anstand zuwider“. Am heftigsten bekämpfte der Hamburger Hauptpastor Johann Melchior Goeze das Buch: es gereiche „unserer Religion zur Schande und allen unbefestigten Lesern zum Verderben“. In einigen Regionen (z. B. in Sachsen, Dänemark oder dem Habsburgerreich) wurde das Buch wegen seiner angeblichen Verherrlichung des Suizids sogar verboten. Goethe verwahrte sich gegen derlei Unterstellungen und argumentierte, er selbst sei durch sein eigenes Überleben das beste Beispiel dafür, dass man sich seinen Kummer vom Herzen schreiben müsse, was aber die Frage offen lässt, wieso das zu diesem Zweck Geschriebene veröffentlicht werden müsse.
Allerdings stellte er bei der zweiten Ausgabe von 1775 vor den ersten und den zweiten Teil jeweils einen Leitspruch, wobei der zweite wie folgt endete: „Sei ein Mann, und folge mir nicht nach.“ Und der Suizid seiner 17 Jahre alten guten Bekannten Christiane von Laßberg im Januar 1778, vier Jahre nach Erscheinen des Werthers, brachte Goethe in große seelische Not, zumal die Tote ein Exemplar des Romans in ihrer Tasche gehabt haben soll. Johann Wilke (1998) führt auf diese Erfahrung zurück, dass Goethe den Werther tatsächlich überarbeitete. In der neuen, 1787 veröffentlichten Fassung ging er stärker auf Distanz zum Helden und machte damit das Suizidmodell weniger attraktiv.
Betroffen reagierte auch Gotthold Ephraim Lessing, dessen Schauspiel Emilia Galotti Werthers letzte Lektüre war:

„Wenn aber ein so warmes Produkt nicht mehr Unheil als Gutes stiften soll: meynen Sie nicht, daß es noch eine kleine kalte Schlußrede haben müßte? Ein Paar Winke hinterher, wie Werther zu einem so abentheuerlichen Charakter gekommen; wie ein andrer Jüngling, dem die Natur eine ähnliche Anlage gegeben, sich dafür zu bewahren habe. Denn ein solcher dürfte die poetische Schönheit leicht für die moralische nehmen und glauben, daß der gut gewesen seyn müsse, der unsre Theilnehmung so stark beschäftiget. Und das war er doch wahrlich nicht. […] Also, lieber Göthe, noch ein Kapitelchen zum Schlusse; und je cynischer, je besser!“

Dem Bischof von Derry, Lord Bristol, der Goethe ebenfalls Verführung zum Suizid vorwarf, entgegnete der Autor:

„Und nun wollt Ihr einen Schriftsteller zur Rechenschaft ziehen und ein Werk verdammen, das, durch einige beschränkte Geister falsch aufgefaßt, die Welt höchstens von einem Dutzend Dummköpfen und Taugenichtsen befreit hat, die gar nichts Besseres thun konnten, als den schwachen Rest ihres bißchen Lichts vollends auszublasen!“

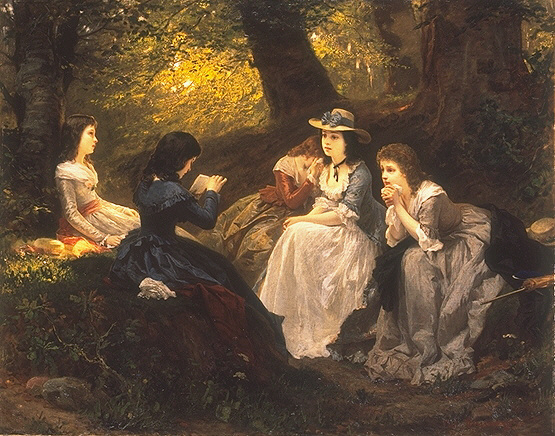
Wilhelm Amberg: Vorlesung aus Goethes „Werther“, 1870

Die überwiegende Zahl der Leser waren jedoch begeisterte Anhänger des Romans. Vor allem unter den Jugendlichen brach ein regelrechtes Werther-Fieber aus, das den Protagonisten zu einer Kultfigur werden ließ, deren blauen Frack mit Messingknöpfen, gelbe Weste, braune Stulpenstiefel und runden Filzhut man als Werther-Mode imitierte. Es gab die berühmte Werther-Tasse und sogar ein Eau de Werther. Szenen aus „Werthers Leiden“, gezeichnet zum Beispiel von Daniel Chodowiecki, schmückten Tee- und Kaffeekannen, Keksschalen und Teedosen.
Anhänger fand der Roman verständlicherweise unter denjenigen, die glaubten, sich in einer ähnlichen Situation wie Werther zu befinden, und in dem schmalen Bändchen Verständnis und Trost für ihre eigenen Leiden suchten. Hierauf zielt auch der Hinweis des fiktiven Herausgebers im Prolog des Briefromans:

„Was ich von der Geschichte des armen Werther nur habe auffinden können, habe ich mit Fleiß gesammelt, und lege es euch hier vor, und weiß, daß ihr mir’s danken werdet. Ihr könnt seinem Geist und seinem Charakter eure Bewunderung und Liebe und seinem Schicksale eure Tränen nicht versagen. Und du, gute Seele, die du eben den Drang fühlst wie er, schöpfe Trost aus seinem Leiden, und laß das Büchlein deinen Freund sein, wenn du aus Geschick oder eigener Schuld keinen nähern finden kannst!“

Goethe selbst, dessen Bekanntheit im deutschen Sprachraum durch den Götz begründet worden war und die sich nach Erscheinen des Werthers in ganz Europa verbreitete, empfand seine Identifikation mit diesem (und Reduktion auf dieses) Werk bisweilen als lästig. Auch störte ihn das Missverständnis seines fiktiven Briefromans als Reportage wahrer Sachverhalte. So schrieb er 1788 in einem Brief aus Italien, den er später in sein Werk Italienische Reise aufnahm:

„Hier sekkieren sie mich mit den Übersetzungen meines „Werthers“ und zeigen sie mir und fragen, welches die beste sei und ob auch alles wahr sei! Das ist nun ein Unheil, was mich bis nach Indien verfolgen würde.“

##### Weitere Dokumente zur zeitgenössischen Wirkung
„[Ein] Roman, welcher keinen andern Zweck hat, als das schändliche von dem Selbstmorde eines jungen Witzlings […] abzuwischen, und diese schwarze That als eine Handlung des Heroismus vorzuspiegeln […]. Welcher Jüngling kann eine solche verfluchungswürdige Schrift lesen, ohne ein Pestgeschwür davon in seiner Seele zurück zu behalten, welches gewis zu seiner Zeit aufbrechen wird. Und keine Censur hindert den Druck solcher Lockspeisen des Satans? […] Ewiger Gott! was für Zeiten hast du uns erleben lassen!“

„Sie halten ihn [den Roman] für eine subtile Verteidigung des Selbstmords. Das gemahnt mich, als ob man Homers Iliade für eine subtile Aufmunterung zu Zorn, Hader und Feindschaft ausgeben wollte. […] Die Darstellung so heftiger Leidenschaften wäre dem Publikum gefährlich? […] Laßt uns also einmal die Moralität dieses Romans untersuchen, nicht den moralischen Endzweck […] sondern die moralische Wirkung die das Lesen dieses Romans auf die Herzen des Publikums haben könne und haben müsse. […] Eben darin besteht Werthers Verdienst daß er uns mit Leidenschaften und Empfindungen bekannt macht, die jeder in sich dunkel fühlt, die er aber nicht mit Namen zu nennen weiß. Darin besteht das Verdienst jedes Dichters.“

„Es wird hier ein Buch verkauft welches den Titel führt, Leiden des jungen Werthers usw. Diese Schrift ist eine Apologie und Empfehlung des Selbst Mordes; […] so hat die theol. Fakultät für nötig gefunden zu sorgen, daß diese Schrift unterdrückt werde: dazumal itzo die Exempel des Selbstmordes frequenter werden. […]“

„Hier aber ist es nicht um kalte moralische Discussionen, sondern darum zu thun, die Wahrscheinlichkeit zu zeigen, wie ein vernünftiger und sonst schätzbarer Mann bis zu einem solchen Schritte gebracht werden kann. […] in einer langen Reihe von Briefen können wir den Charakter desselben nach allen seinen kleinen Bestimmungen so durchschauen, daß wir ihn selbst an den Rand des Abgrundes begleiten. […] Einen einzelnen Selbstmörder rechtfertigen und auch nicht rechtfertigen, sondern nur zum Gegenstande des Mitleids zu machen, in seinem Beyspiele zu zeigen, daß ein allzuweiches Herz und eine feurige Phantasie oft sehr verderbliche Gaben sind, heißt keine Apologie des Selbstmords schreiben.“

„Die schönste Stelle im ‚Werther‘ ist die, wo er den Hasenfuß erschießt.“

#### 19. Jahrhundert
Napoleon bestellte den von ihm verehrten Autor Goethe im Jahre 1808 während des Erfurter Fürstenkongresses zu sich und bekannte ihm gegenüber, dass er den Werther siebenmal gelesen habe und stets bei sich trage. Er fand die unglückliche Liebe sehr ergreifend, die Gesellschaft jedoch sei zu negativ dargestellt.
Gegenüber Johann Peter Eckermann gestand Goethe in einem Gespräch am 2. Januar 1824, das Buch nach seinem Erscheinen nur einmal gelesen zu haben und es seitdem zu meiden. So sah er darin „lauter Brandraketen“ und fürchtete „den pathologischen Zustand wieder durchzuempfinden, aus dem es hervorging“.
1834 behauptete Ludwig Tieck in seiner Schrift Das alte Buch und die Reise ins Blaue hinein, dass Werther in den 1830er-Jahren, wenn er ein Zeitgenosse wäre, als kleinlicher, sentimentaler Philister eingestuft würde, „der sich weder für Staat, Menschheit, Freiheit noch Natur begeistern könne, sondern der nur einer armseligen Liebe lebt und stirbt.“
In seiner 1849 veröffentlichten religionsphilosophischen Schrift Die Krankheit zum Tode knüpft Søren Kierkegaard, bereits am Titel der Schrift erkennbar, an Goethes Werther an. Auch für Kierkegaard ist die Verzweiflung eine „Krankheit zum Tode“. Kierkegaard kritisiert, dass Werthers Suizid als Flucht eines Ungläubigen vor der Realität zu bewerten sei. Werther sei kein Glaubender und mache es sich zu leicht, wenn er nach Art eines verwöhnten Kindes in Gott einen „lieben Vater“ sehe, der ihm seinen Wunsch nach Vergebung wohl erfüllen werde.

#### 20. und 21. Jahrhundert

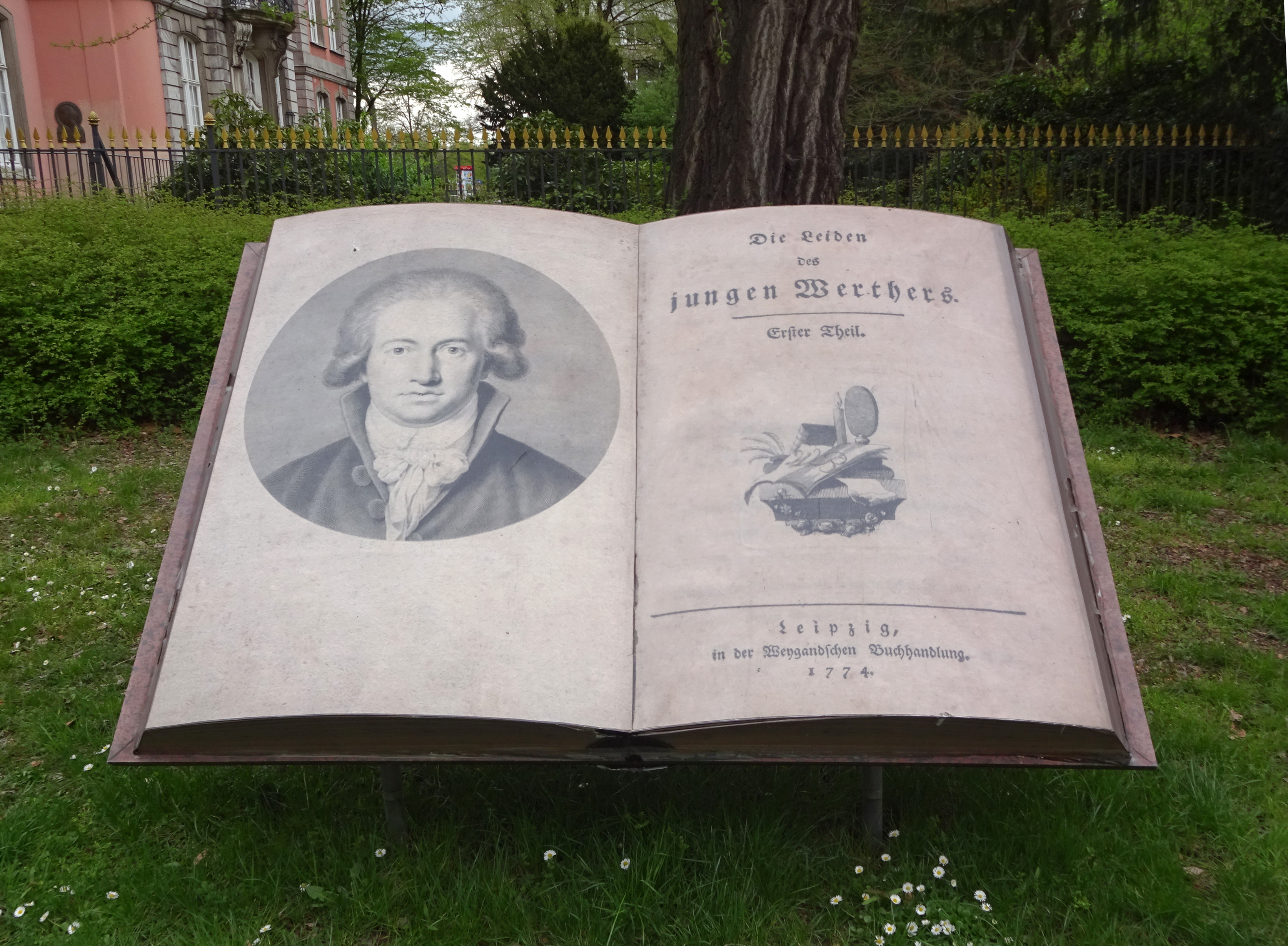
Faksimile, Goethe-Museum in Düsseldorf (2018)

Gerhard Storz charakterisierte Werther 1953 als „Dichter ohne Werk, der […] sein Leben zur Dichtung macht und also Sein und Bild verwechselt“ und dessen Leben zerstört werde, weil er die den Dichter kennzeichnende „Schaffung der Welt aus dem Nichts“ nicht als „Gleichnis“ verstehe.
1972 erschien Ulrich Plenzdorfs Die neuen Leiden des jungen W., das den Wertherstoff in die DDR verpflanzt, ein Land mit einer der höchsten Suizidraten der Welt. (Edgar) W(ibeau) flieht aus der angepassten Enge der Provinzstadt Mittenberg, wo er als alleinerzogenes „Muttersöhnchen“ der kommunistischen Berufsschuldirektorin Else eine Lehre absolviert, nach Berlin. Hier lernt er die Kindergärtnerin Charlie kennen, die mit Dieter verlobt ist, der gerade seine hoffnungsvolle Transition vom Soldaten der NVA zum Germanistikstudenten durchmacht. Die Dreiecksbeziehung der beiden entfaltet sich analog zum Goethe-Werther und endet mit Edgars Tod in der auf Abriss stehenden alten Laube durch einen Starkstromschlag. Die Frage nach der Tragik (war Edgars Flucht - aus dem Sozialismus? - von vorneherein aussichtslos und konnte deshalb nur tragisch mit seinem Tod enden?) oder Komik (sah Edgar nicht, dass er einem juvenilen, „bürgerlichen“ Irrtum aufsass, der im Sozialismus irrelevant geworden war?) des Romans beschäftigte die Rezeption in Ost und West zu Zeiten des Kalten Krieges nachhaltig. Plenzdorf kommentierte diese Verständnisfrage knapp und enigmatisch: „Es steht 50/50 für Edgar“.
1980 warnte Leo Kreutzer, seinerzeit Professor für Neuere Deutsche Literatur und Sprache an der Universität Hannover, davor, der „verbreiteten Deutschlehrer-Frage“ auf den Leim zu gehen, „wie Werther wäre zu retten gewesen“: „Kunstfiguren ist nicht zu helfen, es sei denn ästhetisch“; „die im Roman aufgehobene Geschichte kennt, im Gegensatz zum ‚Leben‘, keine moralischen Alternativen.“ Werther sei, wie sein „jüngerer Bruder“, Torquato Tasso, eine Figur mit „Gedanken ohne Maß und Ordnung“, deren Schicksal es sei, an „gelassenen Männern“ wie Albert (bzw. Antonio in Torquato Tasso) zu scheitern.
Im Jahrbuch der Psychoanalyse 1996 bezeichnete Walfried Linden die Figur Werther als „präpsychotische Persönlichkeit“. Werther sei eine „infantile Persönlichkeit, die nicht bereit ist, Verantwortung für ihr Tun zu übernehmen“. Werther sei ein Narzisst, der sich innerlich leer fühle und vergeblich versuche, diese narzisstische Leere durch Arbeit oder durch Lottes Liebe zu füllen. Gerhard Oberlin lieferte 2007 eine umfassende Diagnose der Psyche Werthers: „Das Krankheitsmodell ‚Werther‘ umfasst eine Reihe von Merkmalen, die vermuten lassen, dass eine narzisstische Symptomatik repräsentiert wird. Dazu gehören neben Schuld- und Minderwertigkeitsgefühlen vor allem Existenzangst, Antriebsschwäche, Unrast, Stimmungsschwankungen, Realitätsverlust, der Drang zum Idealisieren, unerfüllbarer Kreativitätsdrang, Melancholie, Megalomanie, extreme Vulnerabilität, Psychose und (euphorische) Suizidneigung.“ An dieses psychopathologische Erklärungsmodell knüpft die von Arata Takeda vorgeschlagene Interpretationsmöglichkeit an, dass Werther, gleichsam in quasiautistischer Selbstbespiegelung, nur einen geistigen Briefwechsel mit seinem Freund Wilhelm unterhält: Es sei möglich, dass Werthers Briefe „nie wirklich abgeschickt werden und nur den von ihm im Geiste beschworenen Wilhelm erreichen, der ihm dann wiederum nur im Geiste schriftlich antwortet“.
Marcel Reich-Ranicki erklärte den Werther 2002 durch die Aufnahme in seine „Kanon“-Reihe zu einem derjenigen Romane, die jeder gebildete Deutschsprachige gelesen haben sollte. Nach Jürgen Busche ist der Roman auch etwas Besonderes, da ein Mann über eine verschmähte Liebe aus der Sicht eines Mannes schreibt. Dies gab es erst wieder bei Heinrich von Kleist. Bereits 1998 bestritt Hans-Dieter Gelfert, dass die Sprache und die Darstellungsweise von Goethes Werther „kitschig“ seien: Der Roman sei „eine der gefühlvollsten Dichtungen und dennoch nicht Kitsch“. Differenzierter ging 2005 Jörg Löffler auf die im Kitsch-Vorwurf enthaltene Frage nach der Authentizität der von Werther beschriebenen Gedanken und Gefühle ein: Einerseits lege Werther großen Wert darauf, dass Menschen „natürlich“ seien und ihren Mitmenschen nicht bloß Inszenierungen böten. Andererseits komme das „Schlüsselwort“ Szene in Goethes Roman bei der Beschreibung der eigenen Gedanken und Gefühle Werthers erstaunlich oft vor. „Wie ein perfekter Regisseur seines eigenen ‚Naturtheaters‘ setzt Werther alles, was ihn emotional berührt, buchstäblich in Szene“. Der Text „erzeugt für seinen Helden unaufhörlich (bis zum bitteren Ende) ein oszillierendes ‚Pathos‘ der ‚Angst‘ und der ‚Wonne‘.“
Der Werther wurde in die ZEIT-Bibliothek der 100 Bücher und auch in die ZEIT-Schülerbibliothek aufgenommen.

### Prosa
Der Roman beeinflusste sowohl Form als auch Inhalt vieler weiterer Romane. Einige davon, sogenannte Wertheriaden, greifen auch direkt auf Goethes Werther zurück:
Christoph Friedrich Nicolai verfasste mit Freuden des jungen Werthers einen Angriff auf diejenigen, die in Goethes Werk eine Rechtfertigung des Suizids sahen. In Nicolais Werk gewinnt Werther Charlotte und steigt zum vom Glück gesegneten Landbesitzer auf, der sich einer reichen Kinderschar erfreut – was Goethe wiederum veranlasste, einen literarischen Kleinkrieg gegen Nicolai zu beginnen mit dem beißenden Gedicht Nicolai auf Werthers Grabe und mit mehreren diesbezüglichen Anspielungen in den Xenien.
In Thomas Manns Goethe-Roman Lotte in Weimar (erschienen 1939) bezeichnet die Titelheldin Charlotte Buff den bindungsscheuen jungen Goethe als Schmarotzer an ihrem Glück mit ihrem Verlobten und späteren Ehemann Johann [Georg] Christian Kestner. Goethe sei ein von außen kommender Dritter, der „in ein gemachtes Nest das Kuckucksei seines Gefühls“ lege, vernarrt in anderer Leute Verlobtheit.
Bernd Kessens schrieb 1999 den Roman Getanzte Liebe Flamenco. Hier wird ein Großteil der Handlung ins postfaschistische Spanien verlegt, wo sich der Protagonist in eine Einheimische verliebt.
Der 2002 erschienene Roman Zwei hinterm Limes von Peter Untucht, der überwiegend in Wetzlar spielt, nimmt inhaltlich und auch formal (u. a. Briefcharakter, Chronologie, Wahl der Namen) vielfachen Bezug sowohl zum Werthermaterial, als auch – nicht minder ironisch – zu Goethes Aufenthalt in der Stadt.

### Buchillustrationen
Der Berliner Kupferstecher Daniel Nikolaus Chodowiecki war der wichtigste zeitgenössische Illustrator von zentralen Ereignissen des Werther.

### Darstellende Kunst
Jules Massenet verarbeitete den Stoff in der Oper Werther, die am 16. Februar 1892 an der Wiener Staatsoper uraufgeführt wurde.
Arnold Mendelssohn veröffentlichte 1912 drei Vertonungen von Textauszügen in seinen Drei Madrigale nach Worten des jungen Werthers (opus 47).
Ulrich Plenzdorf verarbeitete den Werther in Die neuen Leiden des jungen W. zu einem Theaterstück, das 1972 in Halle aufgeführt wurde und die Handlung in die Gegenwart der DDR versetzte; das Stück und seine Prosafassung wurden auch außerhalb der DDR zum Erfolg.
Hans-Jürgen von Bose komponierte 1983/84 die Oper Die Leiden des jungen Werthers (Lyrische Szenen in zwei Teilen und einem Intermezzo), die im April 1986 in Schwetzingen durch die Hamburgische Staatsoper uraufgeführt wurde.
Jürgen Eick verlagerte den Stoff in seinem Drama Feuerherz – Die neuesten Leiden des Jungen W. ins Jahr 2007. Die Uraufführung fand am 2. Februar 2007 auf der Neuen Bühne Senftenberg statt.
Ines Eck dramatisierte Werther aus Lottes Sicht, Werther sagt Lotte, Inszenierung in Freiburg im Breisgau, Gastspiel DNT Weimar, Hörfunksendung im MDR/HR.

### Filme
Folgende Filme sind über Die Leiden des jungen Werthers entstanden:
- 1938: Werther unter der Regie von Max Ophüls mit Pierre Richard-Willm als Werther und Annie Vernay als Charlotte in einer französischsprachigen Fassung.
- 1949: Begegnung mit Werther unter der Regie von Karl-Heinz Stroux mit Horst Caspar als Werther und Heidemarie Hatheyer als Lotte.
- 1976: Die Leiden des jungen Werthers unter der Regie von Egon Günther mit Hans-Jürgen Wolf als Werther und Katharina Thalbach als Lotte.
- 1982: Die Leidenschaftlichen unter der Regie von Thomas Koerfer, Drehbuch Hans Christoph Buch, mit Sunnyi Melles als Lotte.
- 2008: Werther, Buch und Regie Uwe Janson, mit Stefan Konarske als Werther und Hannah Herzsprung als Lotte.
- 2010: Goethe!, Buch und Regie Philipp Stölzl, mit Alexander Fehling als Goethe und Miriam Stein als Lotte. Der Film zeigt Episoden aus Goethes Leben als auch den Stoff und Entstehungsprozess des Romans.

### Hörbücher
- 2003: Werther! Ein Hörstück mit Philipp Hochmair nach einer Inszenierung von Nicolas Stemann. Produktion und Regie: Herzrasen – Andrea Gerk. Musik: Laurent Garnier, Lou Reed, Hank Locklin.
- 2019: Werther! Mit Philipp Hochmair & Die Elektrohand Gottes. Komposition: Nikolaus Woernle und Tobias Herzz Hallbauer. Textfassung: Nicolas Stemann und Philipp Hochmair.

### Sonstiges
- Auf dem Minialbum Mein Herz macht Bumm! (2012) werden die Leiden unter dem Titel Werther von der Kölner A-cappella-Gruppe Wise Guys in einer Rap-Version dargeboten.
- In dem Lied Kitsch singt die Gruppe „Die Toten Hosen“: „Ich lese Goethes Werther und fühle mich so schwer. / Kitsch, Kitsch, Kitsch, Kitsch / […] Die wahre Liebe ist alles, was ich will. / Doch was bei mir rauskommt, das ist alles nur Kitsch.“[52]
- Der südkoreanische Konzern Lotte ist nach der Lotte in Werther benannt.
- Die frühere deutsche Metal-Band Domain veröffentlichte im Jahr 2009 das Konzeptalbum The Chronicles of Love, Hate and Sorrow, welches auf dem Briefroman basiert.

## Werther-Effekt
Die Nachahmungen der Werther-Figur im realen Leben, die sich in Suizidversuchen und Suiziden zeigten, brachten eine Diskussion über Medienwirkungen in Gang, die bis heute geführt wird. Seit den 1970er Jahren befasst sich die Psychologie mit dem Phänomen von „medial vermittelten Nachahmungs-Suiziden“; es ist unter dem Namen Werther-Effekt bekannt.

### Ausgaben

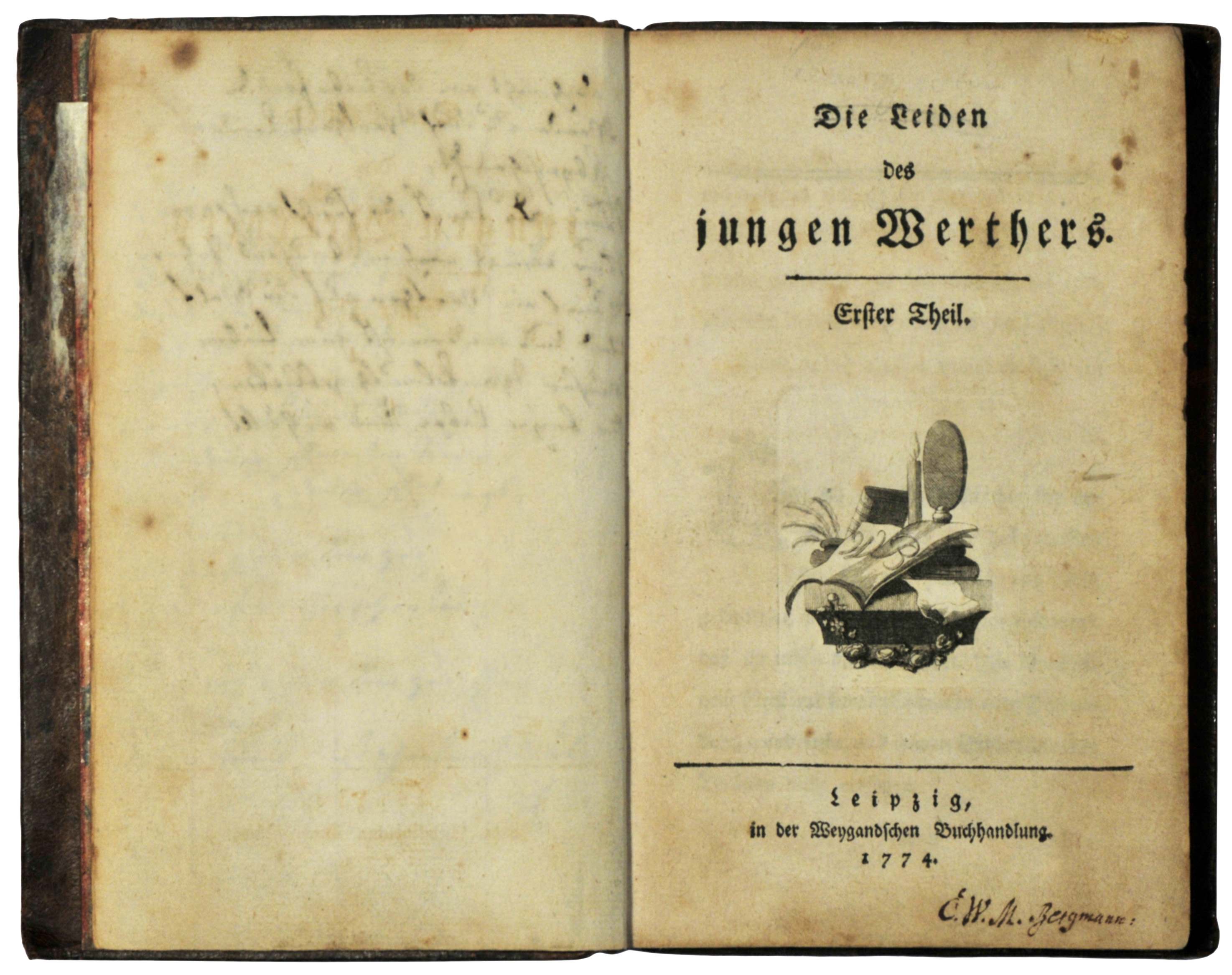
Titelblatt des Erstdrucks

- Originaltext von 1774, Die Leiden des jungen Werthers
 (Nach dem vorletzten Brief vom 20. Dezember mit dem Ende „Allen Segen des Himmels über Dich! Leb wohl!“ folgt gleich „An eben dem Tage, es war der Sonntag vor Weihnachten, …“)
  - Weygand, Leipzig 1774, 224 S. (Druckfehlerverzeichnis auf S. 224) Bd. 1 als Digitalisat und Volltext im Deutschen Textarchiv, Bd. 2 als Digitalisat und Volltext im Deutschen Textarchiv
  - Weygand, Leipzig 1774, 224 S. (Holzschnitt-Vignette auf S. 224) E-Book der Universitätsbibliothek Wien (eBooks on Demand) (Original-Einleitung: „Was ich von der Geschichte des armen Werthers …“)
  - Weygand, Leipzig 1775, 224 S. (Zweyte ächte Auflage, mit Motto-Versen vor dem 1. & 2. Teil)
- Überarbeiteter Text von 1787, Leiden des jungen Werthers
 (Nach dem Brief vom 20. Dezember folgt zuerst „Was in dieser Zeit in Lottes Seele vorging …“ und zwei Absätze später „An demselben Tage, als Werther den zuletzt eingeschalteten Brief an seinen Freund geschrieben, es war der Sonntag vor Weihnachten …“)
  - Goethe's Schriften. Erster Band. Göschen, Leipzig 1787, 310 S. (Mit der vorangestellten Zueignung.) Digitalisat der Herzogin Anna Amalia Bibliothek.
  - Weygand, Leipzig 1825, 272 S. (Neue Ausgabe, vom Dichter selbst eingeleitet). Online Version 1, Online Version 2 in der Google-Buchsuche (Einleitung: „Noch einmal wagst Du, vielbeweinter Schatten …“)
  - Weygand, Leipzig 1832, 231 S. (Neue Ausgabe, vom Dichter selbst eingeleitet). Online in der Google-Buchsuche (Einleitung wie 1825)
  - Digitale Bibliothek (Keine Einleitung)
  - in Goethes Werke. Hamburger Ausgabe in 14 Bänden, Band 6: Project Gutenberg Band 1, Band 2 (Keine Einleitung)
  - in Goethes Werke. Hamburger Ausgabe in 14 Bänden, Band 6, Hamburg 1948 ff: Zeno.org Online (Original-Einleitung von 1774)
  - Projekt Gutenberg-DE: projekt-gutenberg.org (Original-Einleitung von 1774)
- Leiden des jungen Werthers. Edition der Handschrift von 1786, hrsg. von Matthias Luserke, Weimar 1999, ISBN 978-3-7400-1072-0.
- Eine Vielzahl verschiedener Ausgaben findet sich in der Goethe-Werther-Sammlung im Wetzlarer Jerusalemhaus.
- Die Leiden des jungen Werther als freies Hörbuch bei LibriVox
- Die Leiden des jungen Werthers als kostenloses Hörbuch (gekürzte Fassung) bei Literaturcafe.de
- Lesung und kostenloser Download von MDR Kultur: https://www.mdr.de/kultur/radio/lesung-goethe-werther-102.html

### Sekundärliteratur
- Frieder von Ammon, Alexander Košenina (Hrsg.): 250 Jahre Werther. Wehrhahn Verlag, Hannover 2024, ISBN 978-3-98859-039-8.
- Martin Andree: Wenn Texte töten. Über Werther, Medienwirkung und Mediengewalt. Fink, Paderborn 2006, ISBN 978-3-7705-4316-8.
- Rüdiger Bernhardt: Johann Wolfgang von Goethe: Die Leiden des jungen Werther (= Königs Erläuterungen: Textanalyse und Interpretation, Band 79). C. Bange Verlag, Hollfeld 2011, ISBN 978-3-8044-1900-1.
- Andreas Blödorn: Lektüre als Fieberanfall – Empathie als Modell der (An-)Spannung. Mit einer neu gefassten ‚Diagnose‘ der „Leiden des jungen Werthers“. In: Ingo Irsigler, Christoph Jürgensen, Daniela Langer (Hrsg.): Zwischen Text und Leser. Studien zu Begriff, Geschichte und Funktion literarischer Spannung. edition text + kritik, München 2008, S. 165–188, ISBN 978-3-88377-915-7.
- Alois Brandl: Die Aufnahme von Goethes Jugendwerken in England. Werther. Goethe-Jahrbuch, Band 3 (1882), S. 27–36: Digitalisat
- Reinhard Breymayer: Prälat Oetingers Neffe Eberhard Christoph v. Oetinger […] – war dessen mit Goethe verwandte Gattin, Charlotte, geb. v. Barckhaus,[53] ein Vorbild für Werthers „Fräulein von B.“? Tübingen: Heck, 2009, ISBN 978-3-924249-49-6 (mit umfangreichen Lit.hinweisen).
- Horst Flaschka: Goethes „Werther“. Werkkontextuelle Deskription und Analyse. München, 1987.
- Dirk Grathoff: Der Pflug, die Nußbäume und der Bauernbursche. Natur im thematischen Gefüge des Werther-Romans. In: Goethe-Jahrbuch 102 (1985), S. 184–198.
- Karl Hotz (Hrsg.): Goethes „Werther“ als Modell für kritisches Lesen. Materialien zur Rezeptionsgeschichte. Stuttgart, 1974.
- Klaus Hübner: Alltag im literarischen Werk. Eine literatursoziologische Studie zu Goethes „Werther“. Heidelberg, 1982.
- Georg Jäger: Die Wertherwirkung. Ein rezeptionsästhetischer Modellfall. In: Walter Müller-Seidel (Hrsg.): Historizität in Sprach- und Literaturwissenschaft. Vorträge und Berichte der Stuttgarter Germanistentagung 1972. München 1974, S. 389–409.
- Georg Jäger: Die Leiden des alten und neuen Werther. Kommentare, Abbildungen, Materialien zu Goethes „Leiden des jungen Werthers“ und Plenzdorfs „Neuen Leiden des jungen W.“ Mit einem Beitrag zu den Werther-Illustrationen von Jutta Assel. Carl Hanser Verlag, München/Wien 1984, ISBN 3-446-13945-1.
- Gerhard Kölsch: Illustrationen zu Goethes „Werther“. Begleitheft zur Ausstellung „Graphik der Goethe-Zeit“, Schloßmuseum der Stadt Aschaffenburg 1999.
- Victor Lange: Die Sprache als Erzählform in Goethes Werther. In: Formenwandel. Festschrift für Paul Böckmann. hrsg. v. Walter Müller-Seidel. Hamburg 1964, S. 261–272.
- Katja Mellmann: Das Buch als Freund – der Freund als Zeugnis. Zur Entstehung eines neuen Paradigmas für Literaturrezeption und persönliche Beziehungen, mit einer Hypothese zur Erstrezeption von Goethes „Werther“. In: Hans-Edwin Friedrich, Fotis Jannidis, Marianne Willems (Hrsg.): Bürgerlichkeit im 18. Jahrhundert (Studien und Texte zur Sozialgeschichte der Literatur 105). Tübingen 2006, S. 201–241.
- Norbert Miller: Goethes »Werther« und der Briefroman. In: Ders.: Der empfindsame Erzähler. Untersuchungen an Romananfängen des 18. Jahrhunderts. München 1968, S. 138–214.
- Klaus Müller-Salget: Zur Struktur von Goethes Werther. In: Zeitschrift für deutsche Philologie 100 (1981), S. 527–544.
- Jürgen Nelles: Werthers Herausgeber oder die Rekonstruktion der „Geschichte des armen Werthers“. In: Jahrbuch des freien deutschen Hochstifts 1996, S. 1–37, ISBN 3-484-33596-3.
- Barbara Neymeyr: Intertextuelle Transformationen: Goethes „Werther“, Büchners „Lenz“ und Hauptmanns „Apostel“ als produktives Spannungsfeld. Universitätsverlag Winter, Heidelberg 2012. ISBN 978-3-8253-6044-3.
- Karl N. Renner: „Laß das Büchlein deinen Freund seyn“. Goethes Roman „Die Leiden des jungen Werther“ und die Diätetik der Aufklärung. In: Zur Sozialgeschichte der deutschen Literatur von der Aufklärung bis zur Jahrhundertwende, hrsg. v. Günther Häntzschel, Tübingen 1985, S. 1–20.
- Kurt Rothmann (Hrsg.): Erläuterungen und Dokumente. Johann Wolfgang Goethe, „Die Leiden des jungen Werther“. Philipp Reclam jun., Stuttgart 1971, ISBN 3-15-008113-0.
- Klaus Scherpe: Werther und Wertherwirkung. Zum Syndrom bürgerlicher Gesellschaftsordnung im 18. Jahrhundert, Bad Homburg 1970.
- Thomas Horré: Werther-Roman und Werther-Figur in der deutschen Prosa des Wilhelminischen Zeitalters: Variationen über ein Thema von J. W. Goethe (= Saarbrücker Hochschulschriften. Bd. 28). Röhrig, St. Ingbert 1997.
- Katrin Seele: Goethes poetische Poetik: Über die Bedeutung der Dichtkunst in den Leiden des jungen Werther, im Torquato Tasso und in Wilhelm Meisters Lehrjahren, Würzburg 2004.

### Online verfügbar
- Vorträge:
  - Volker Hanisch liest Textauszüge in der Stadtbibliothek Bremen, Hanjo Kesting kommentiert das Werk am 12. September 2017, 1 Stunde 45 Min.
  - Giorgio Cusatelli: Goethes Werther (in Italien) (Memento vom 3. Dezember 2002 im Internet Archive), Vortrag vom 25. November 1999.
- Anderes:
  - Thomas Anz: Geheimnisse des Genies Goethe. Eine Erinnerung an Kurt R. Eisslers große psychoanalytische Studie, in: literaturkritik.de 7. Juli 1999.
  - Goethes geliebte Lotte. Charlotte Buff, Vorbild für „Werthers Leiden“, wurde vor 250 Jahren geboren, in: Hamburger Abendblatt, 7. Januar 2003.